# Бліхарський Зіновій Ярославович
Зіновій Ярославович Бліхарський (нар. 11 жовтня 1961) — український учений у сфері будівництва. Доктор технічних наук (2005), професор, завідувач кафедри «Будівельні конструкції і мости» Національного університету «Львівська політехніка». Директор Інституту будівництва та інженерії довкілля Національного університету «Львівська політехніка». Академік Академії будівництва України, лауреат Державної премії України.
Брав участь у розробці проектів реставрації та реконструкції будівель старої забудови — пам'яток архітектури, зокрема у Львові: палац Бандінеллі (XIV ст.), церква Андрія (XVI ст.), митрополичі палати (XVIII ст.), будинок управління Львівської Залізниці (XIX ст.); будівля Національного університету в м. Чернівці (XIX ст.), замковий міст у м. Кам'янець-Подільський (XI—XV ст.). Працював над рекомендаціями щодо експлуатації будівельних конструкцій будівель та споруд на Добротвірській ТЕС (Львівська обл.) та Бурштинській ТЕС (Івано-Франківська обл.) та низці промислових підприємств.

## Життєпис і діяльність
Захистив кандидатську дисертацію на тему: «Міцність, деформативність, втрати напружень попередньо-напружених сталебетонних балок з зовнішньою листовою арматурою» (Білоруський політехнічному інститут, м. Мінськ, 1990)
Захистив докторську дисертацію на тему: «Напружено-деформативний стан залізобетонних конструкцій в агресивному середовищі при дії навантаження» (Київський національний університет будівництва та архітектури, 2005)
Посади: стажист-викладач кафедри будівельні конструкції, асистент кафедри будівельні конструкції, доцент кафедри будівельні конструкції, професор кафедри будівельні конструкції та мости, директор Інституту будівництва та інженерії довкілля, завідувач кафедри будівельні конструкції та мости;
Нагороджений срібною медаллю ВДНГ СРСР в 1988 р. за розробку нового виду армування — зовнішньої арматури періодичного профілю, виготовленої промисловим методом шляхом прокатки. 2007 року став лауреатом Державної премії України в галузі архітектури (указ Президента України від 27 червня 2007 р. № 573/2007) за реставрацію та пристосування пам'ятки архітектури XIV—XVIII століть житлового будинку № 2 на площі Ринок (палац Бандінеллі) в м. Львові.
Напрям наукової діяльності: в наукових дослідженнях працює над залізобетонними конструкціями з зовнішнім армуванням, в тому числі спеціальними конструкціями атомних електростанцій; впливом агресивного середовища на напружено-деформативний стан бетонних та залізобетонних конструкцій, їх міцність, деформативність, надійність, довговічність з прогнозуванням термінів безпечної експлуатації; реконструкцією та підсиленням будівельних конструкцій, будівель та споруд. При цьому особливістю наукових досліджень є вивчення впливу корозійних явищ та підсилення конструкцій при дії навантаження, що реально відповідає дійсній роботі конструктивних елементів, будівель та споруд. Цей науковий напрямок недостатньо вивчений як в Україні, так і інших країнах.
Видавнича діяльність: статей — 200; методичок — 20; навчальних посібників — 3; монографій —  1 українською мовою та 5 англійською мовою, виданих в країнах ОЕСР.
Бере участь у роботах, пов'язаних з реконструкцією та збереженням центральної історичної частини м. Львова, в складі авторського колективу розробляв сумісно з Виконавчим комітетом Львівської Міської Ради пропозиції щодо заходів по збереженню пам'яток архітектури, на підставі чого була прийнята постанова Кабінету Міністрів України від 15.11.1997 р. «Про комплексну програму збереження історичної забудови м. Львова».
Відповідно до Указу Президента України № 1420/98 від 31.12.1998 р. «Про нейтралізацію загроз, обумовлених погіршенням екологічної безпеки і техногенної обстановки в Україні» та Постанови Кабінету Міністрів України № 409 від 15.05.1997 р. «Про забезпечення надійної та безпечної експлуатації будівель, споруд та інженерних мереж», рішення Міжвідомчої комісії з питань науково-технологічної безпеки і оборони України від 14.02.2002 рр. «Про технічний стан і залишковий ресурс конструкцій та споруд основних галузей господарства України» розроблено рекомендації щодо визначення довговічності та прогнозу термінів безпечної експлуатації будівельних конструкцій будівель та споруд енергетичного комплексу. Результати роботи апробовані на Добротвірській ТЕС (Львівська обл.) та Бурштинській ТЕС (Івано-Франківська обл.).
Розроблені автором методики діагностики, визначення дійсного технічного стану та залишкової несучої здатності будівельних конструкцій з врахуванням корозійних пошкоджень внаслідок експлуатації при дії навантаження в умовах агресивного середовища були апробовані та впровадженні на підприємствах хімічної промисловості заходу України, зокрема м. Калуша. Це дозволило виконати реконструкцію ряду будівель та споруд з підсиленням несучих конструкцій та відновленням їх експлуатаційної придатності.
Автор у складі творчих колективів проектів будівель та споруд як громадського, так і промислового призначення. в тісній співпраці з багатьма проектними інститутами: Українським регіональним спеціалізованим науково-реставраційним інститутом «Укрзахідпроектреставрація», ДП «Львівський промбудпроект», проектним інститутом «Містопроект», інститутом проектування «Комфортбуд» та ін. При цьому розроблено як проекти нових будівель, так і реставрації та реконструкції будівель старої забудови — пам'яток архітектури, окремі з яких в м. Львові: палац Бандінеллі (XIV ст.), церква Андрія (XVI ст.), митрополичі палати (XVIII ст.), будинок управління Львівської Державної Залізниці (XIX ст.); будівлі Національного університету в м. Чернівці (XIX ст.), Замковий міст в м. Кам'янець-Подільський (XI—XV ст.) та багато інших.
У співпраці з Державним дорожнім науково-дослідним інститутом імені М. П. Шульгіна (Держдор НДІ) Державної служби автомобільних доріг України (УКРАВТОДОР) розроблено серію нормативних документів з розрахунку несучої здатності реконструкції, підсилення та відновлення експлуатаційної придатності залізобетонних конструкцій існуючих мостів, пошкоджених корозією внаслідок дії зовнішнього агресивного середовища, а також карбонізації бетону залізобетонних конструкцій.
Результати наукових досліджень та практичних розробок постійно доповідаються на науково-технічних конференціях та семінарах як в Україні, так і за кордоном, а також публікуються у спеціалізованих наукових виданнях та журналах.